# 湯魯璠
湯魯璠（？—？）号稚庵，湖南善化人，清末官员。

## 生平
1899年，在昆明设立云南武备学堂，1900年正式招生开课。云贵总督崧蕃委任候补道汤鲁璠为学堂总办。
湖南武备学堂总办俞明颐于1908年去职，汤鲁璠继任，后于1910年去职，由广西人张鸿年继任。